# Flat Top (Dipendenza di Ross)
La Flat Top è una prominente montagna antartica caratterizzata dalla sommità piatta e arrotondata. È situata subito a est del Ghiacciaio Osicki e con i suoi oltre 4.000 m di altezza rappresenta la vetta più elevata del Commonwealth Range, catena montuosa che fa parte dei Monti della Regina Maud, in Antartide. 
La denominazione venne assegnata dalla British Antarctic Expedition (1910-13) in quanto descrittiva della forma della montagna.